# László Zsolt (költő)
László Zsolt, születési nevén László Zsolt András (Szombathely, 1963. november 11. –) író, költő, szerkesztő.

## Élete
Szülei dr. László Gábor és Gosztolya Zsuzsanna. Gyermekkorát Szombathelyen, Répcelakon és Székesfehérváron töltötte. Az általános iskolai tanulmányok után mezőgazdasági szakközépiskolában végzett. Az Államigazgatási Főiskolán szerzett diplomát igazgatás szervezői szakon, majd oklevelet környezetvédelmi igazgatási szakon. A Nemzeti Közszolgálati Egyetemen kormányzati tanulmányok szakembere képesítést szerzett. Korábban jegyzőként, jelenleg a közigazgatásban dolgozik.

## Munkássága
Az 1990-es évektől folyamatosan publikálja verseit napilapokban, folyóiratokban. Hivatása mellett szerkesztői, irodalmi-rendezvény szervezői teendőket lát el. Kilenc önálló kötete jelent meg (versek, elbeszélések). Számos helyi, vidéki kiadvány, könyv szerkesztője.
1999-től az Árgus folyóirat egyik szerkesztője. 2003-tól a Bástya című periodika társszerkesztője. 2004-től a Magyar Írószövetség, 2010-től a Vörösmarty Társaság tagja, majd annak egyik alelnöke, 2024-ig a Vár című folyóirat szerkesztő munkatársa.

## Művei
- Vándorfüzér (versek, 1999)
- Pagoda a csalánmezőn (versek, 2001)
- Pernye és pecsét (versek, 2003)[7]
- Mágusok horoszkópja (versek, 2005)
- Leszegett fejjel (versek, 2007)[8]
- Vidéki pegazus (versek, 2009)
- Rajzolt távlatok (versek, 2014)[9]
- Hajnal a mélyben (versek és elbeszélések)[10][11]
- Függőhíd a semmiben (elbeszélések, 2022)[12]

## Díjai
- Lánczos–Szekfű-ösztöndíj (többször is)[13]
- Fejér megyei Príma különdíj[14]
- Vörösmarty Mihály-díj (2009)[15]
- Vajda János-díj (2022)[16]
- Magyar Arany Érdemkereszt (2023)[17]